# هيمان ألين
هيمان ألين هو محامي وسياسي أمريكي، ولد في 14 يونيو 1777 في Ashfield, Massachusetts ‏ في الولايات المتحدة، وتوفي في 11 ديسمبر 1844 في برلينغتون في الولايات المتحدة. نشط حزبياً في الحزب الوطني الجمهوري ‏ وحزب اليمين. وقد انتخب عضو مجلس نواب فيرمونت ‏ وانتخب عضو مجلس النواب الأمريكي ‏.